# Machaerium falciforme
Machaerium falciforme är en ärtväxtart som beskrevs av Velva Elaine Rudd. Machaerium falciforme ingår i släktet Machaerium och familjen ärtväxter. Inga underarter finns listade i Catalogue of Life.

## Bildgalleri